# كارل هاينز أدلر
كارل هاينز أدلر (بالألمانية: Karl-Heinz Adler)‏ هو نحات ورسام ألماني، ولد في 20 يونيو 1927 في Remtengrün ‏ في ألمانيا، وتوفي في 4 نوفمبر 2018 في درسدن في ألمانيا.